# 岡本誠司 (実業家)
岡本 誠司（おかもと せいじ、1964年 - ）は、日本の実業家。株式会社トマトコーポレーション代表取締役社長。

## 人物
1964年大阪府大阪市生まれ。1986年に佛教大学文学部仏教学科卒業後、工具メーカーに7年半勤める。起業を志して退職し、「これからは中国」と1994年から2年間、中国に留学。帰国後、翻訳会社や貿易会社での勤務を経て、1998年1月に食品貿易会社である株式会社トマトコーポレーションを設立した。2003年に発売した100円カニ缶の大ヒット後、100円のオイスターソース、オイルサーディンやアンチョビなどヒット商品を生み出している。